# Osgoodomys banderanus
Genre
Espèce
Synonymes
- Osgoodomys vicinior Osgood, 1904[2]
- Peromyscus banderanus[3]

Statut de conservation UICN

 LC  : Préoccupation mineure
Osgoodomys banderanus est une espèce de rongeurs de la famille des Cricetidae endémique du Mexique. C'est la seule espèce du genre Osgoodomys.